# Zetti (Fußballspieler)
Armelino Donizetti Quagliato, kurz Zetti (* 10. Januar 1965 in Porto Feliz, São Paulo), ist ein ehemaliger brasilianischer Fußballtorwart und nunmehriger Fußballtrainer. 1994 wurde er Fußball-Weltmeister.

## Karriere als Spieler
Zetti ging aus der U17-Mannschaft von Guarani FC hervor und spielte seine erste Saison 1983/84 bei Toledo Colônia Work. Zur nächsten Saison 1984/85 wechselte er zu Palmeiras São Paulo und zum Saisonende zu Londrina EC. Für die Saison 1986/87 kehrte er zu Palmeiras São Paulo zurück und spielt dort bis zur Saison 1989/1990. Nach einem Wechsel zur Saison 1990/91 spielte Zetti für den FC São Paulo bis zur Saison 1996/97. Anschließend spielte er für den FC Santos von der Saison 1997/98 bis zur Saison 1999/2000 und gewann das Torneio Rio-São Paulo 1997. Zum Ende seiner Karriere spielte er bei Fluminense Rio de Janeiro (2000/01) und União Agrícola Barbarense FC beziehungsweise Sport Recife in seiner letzten Saison 2001/02.

### Nationalmannschaft
Zwischen 1993 und 1997 bestritt er 17 Länderspiele für die brasilianische Fußballnationalmannschaft, mit der er 1994 Weltmeister wurde. Während des Turniers kam er jedoch nicht zum Einsatz.

### Internationale Erfolge
Er gewann in seiner Karriere insgesamt elf Titel darunter zweimal die Copa Libertadores in den Jahren 1992 und 1993, zweimal die Recopa Sudamericana in den Jahren 1993 und 1994, einmal die Supercopa Sudamericana im Jahr 1993, einmal die Copa Conmebol Master im Jahr 1996, zweimal die Copa Conmebol in den Jahren 1994 und 1998, einmal die Fußball-Weltmeisterschaft 1994 und zweimal den Weltpokal in den Jahren 1992 und 1993.

## Karriere als Trainer
Nach seinem Karriereende als Fußballspieler nahm Zetti für die Saison 2003/2004 die Position als Trainer bei Paulista FC auf. Seine letzte Station als Trainer war in der Saison 2010/11 für Ituano FC. In diesem Zeitraum trainierte er insgesamt elf verschiedene Fußballvereine, wobei er bei Ituano FC dreimal als Trainer angestellt wurde und bei Fortaleza EC sowie Paraná Clube je zweimal das Traineramt innehatte.